# Eric Simon
Eric Simon (* 4. August 1931 in Frankreich) ist ein französischer Filmarchitekt.

## Leben
Simon erhielt in den 1950er Jahren seine künstlerische wie praktische Ausbildung und begann noch im selben Jahrzehnt seine filmische Tätigkeit als sogenannter Location Manager. Im Jahrzehnt darauf wurde er auch als Requisiteur und Ausstatter eingesetzt. Seit 1963 wirkte Eric Simon auch als Filmarchitekt und gestaltete die Dekorationen zu Inszenierungen von ambitionierten Regisseuren wie Michel Drach, Robert Bresson, Roman Polański, Jacques Rivette, Miguel Littín und Costa-Gavras. Auch der Fotograf und Regisseur David Hamilton verpflichtete Simon regelmäßig für seine „weichzeichnerische Zelluloid-Erotika (Bilitis, Die Geschichte der Laura M, Zärtliche Cousinen, Erste Sehnsucht).“ Seit Beginn der 1990er Jahre ist keine filmische Aktivität Simons mehr nachweisbar.

## Filmografie
- 1964: Es ist so schwer, untreu zu sein (La difficulté d’etre infidèle)
- 1964: De l’amour
- 1968: Astragal (L’Astragale)
- 1970: Was würden Sie an meiner Stelle tun? (Êtes-vous fiancée à un marin grec ou à un pilote de ligne?)
- 1970: Die Geliebte des Anderen (Qui?)
- 1971: Églantine (Églantine)
- 1972: Punition – Ausgepeitscht (La punition)
- 1972: Zwei Menschen unterwegs (Two People)
- 1973: Les violons du bal
- 1974: Die Verdächtigen (Les suspects)
- 1975: Sérail
- 1975: Der Mieter (Le locataire)
- 1976: Unsterbliches Duell (Duelle)
- 1976: Nordwestwind (Noroit)
- 1976: Bilitis
- 1977: Der Teufel möglicherweise (Le diable probablement)
- 1977: Viva el Presidente
- 1978: Und jetzt das Ganze nochmal von vorn (Je suis timide … mais je me soigne)
- 1978: L’argent des autres
- 1979: Die Geschichte der Laura M (Laura, les ombres de l’été)
- 1979: Die Liebe einer Frau (Clair de femme)
- 1979. Der rote Pullover (Le pull-over rouge)
- 1980: Les Charlots contre Dracula
- 1980: Zärtliche Cousinen (Tendres Cousines)
- 1983: Erste Sehnsucht (Premiers désirs)
- 1983: Auf der Spur des Leoparden (Le léopard)
- 1985: Ehrbare Ganoven (Conseil de famille)
- 1986: Känguruh Komplex – Der Mann mit dem Babytick (Le complexe du kangourou)
- 1987: Macbeth
- 1989: Der Preis der Freiheit (Force majeure)

## Einzelnachweis
1. ↑  Kay Weniger: Das große Personenlexikon des Films. Die Schauspieler, Regisseure, Kameraleute, Produzenten, Komponisten, Drehbuchautoren, Filmarchitekten, Ausstatter, Kostümbildner, Cutter, Tontechniker, Maskenbildner und Special Effects Designer des 20. Jahrhunderts. Band 7: R – T. Robert Ryan – Lily Tomlin. Schwarzkopf & Schwarzkopf, Berlin 2001, ISBN 3-89602-340-3, S. 329.